# Chirchiq (fiume)
Il Chirchiq (scritto anche Chirchik) è un fiume dell'Uzbekistan.
Nasce dalla confluenza dei fiumi Pskem e Chatkal e  dopo un breve tratto entra nel bacino artificiale di Charvak, formatosi dopo la costruzione della diga omonima. Scorre verso sud per circa 30 km in una valle molto stretta, che poi si allarga attraversando l'oasi di Tashkent, una delle zone agricole più fertili dell'Uzbekistan.
Sulla destra del suo corso si trova la città di Chirchiq.
Lungo il fiume vi sono diverse centrali idroelettriche. Dopo un corso di circa 160 km sfocia nel fiume Syr Darya, del quale è affluente di destra.